# سفارة كازاخستان في أذربيجان
سفارة كازاخستان في أذربيجان هي أرفع تمثيل دبلوماسي لدولة كازاخستان لدى أذربيجان. تقع السفارة في باكو وهي تهدف لتعزيز المصالح الكازاخستانية في أذربيجان.

## وصلات خارجية
- قائمة سفارات كازاخستان
- قائمة السفارات في أذربيجان